# Palpelius arboreus
Palpelius arboreus är en spindelart som beskrevs av George William Peckham och Elizabeth Maria Gifford Peckham 1907. Palpelius arboreus ingår i släktet Palpelius och familjen hoppspindlar. Inga underarter finns listade i Catalogue of Life.